# Speed Demon (singolo)
Speed Demon è una canzone scritta, composta e interpretata dal cantante statunitense Michael Jackson e co-prodotta da Quincy Jones, estratta nel 1989 come decimo e ultimo singolo dall'album Bad (1987) solo in versione promozionale.
Originariamente doveva essere pubblicato come singolo commerciale, ma quei piani furono successivamente cancellati.

## Descrizione
Definita da Jackson nella sua autobiografia Moonwalk (1988) come una «machine song» la canzone inizia col suono dell'accensione del motore di una macchina da corsa o di una moto registrato con l'effetto stereo. Il testo inizia con la descrizione del "demone della velocità" che vuole raggiungere un luogo in orario ma durante il bridge la canzone diventa una metafora di Jackson in fuga da qualcosa (che potrebbero essere i media scandalistici e alcuni dei suoi fan più maniacali, proprio come nel video che l'accompagnerà), dove Jackson canta: «Demone della velocità, sei lo stesso che ha detto che il futuro è nelle tue mani, che la vita che salvi potrebbe essere la tua (citazione del testo della canzone The Love You Save dei Jackson 5), stai predicando sulla mia vita come se fossi la legge, vivrò ogni giorno e ogni ora come se per me non ci fosse un domani».
Il pezzo faceva parte anche della colonna sonora del lungometraggio Moonwalker, con protagonista lo stesso Jackson, uscito nelle sale nel 1988, al cui interno era contenuto il video della canzone.
Nel 2012 il gruppo musicale Nero ha prodotto una versione remixata della canzone, inclusa nel secondo CD di Bad 25, edizione commemorativa per celebrare i 25 anni dall'uscita dell'album Bad.

## Il videoclip
Il videoclip di Speed Demon venne girato da Will Vinton, regista e pioniere dell'animazione con la plastilina in stop motion, definita Claymation, e mostra l'artista che, per tentare freneticamente di sfuggire ad un gruppo di fan, reporter e paparazzi impazziti, è costretto a travestirsi da coniglio e scappare con una motocicletta. Il video venne girato con uno stile volutamente cartoonesco, demenziale e astratto sullo stile dei corti dei Looney Tunes degli anni '30/'40 e si rifaceva inoltre alle atmosfere riportate in auge lo stesso anno dal lungometraggio di Robert Zemeckis, Chi ha incastrato Roger Rabbit (1988).
La rivista Clash Magazine, nella sua recensione del 2013 per i 25 anni del film Moonwalker, ha definito così il video di Speed Demon:
(Clashmusic, 2013)

### Trama
Jackson lascia il set di un video (Badder, una versione con i bambini del video di Bad, cortometraggio musicale che precede Speed Demon nel film Moonwalker) con le sue guardie del corpo quando un gruppo di fan e turisti, che stanno visitando un set cinematografico a degli immaginari "MJJ Studios", riconoscono l'artista e iniziano ad urlare impazziti correndo verso di lui. L'artista corre via lasciando le sue guardie del corpo alle spalle, che vengono letteralmente travolte e calpestate dai fan impazziti, e tenta di nascondersi invano dietro ad una copia in miniatura della Statua della Libertà, ma viene nuovamente scovato da due fan ed è costretto a fuggire via di nuovo. Durante la fuga, approda per errore sul set di un film western girato da un regista che ha le fattezze di Martin Scorsese come appariva negli anni '80 (regista col quale Jackson aveva lavorato l'anno prima al video di Bad) che si arrabbia lamentandosi del fatto che "aveva chiesto al produttore un cattivo (bad in inglese) e gli mandano Michael Jackson". Jackson viene così inseguito da due attori a cavallo. In seguito, dopo essere sfuggito anche a degli stereotipati asiatici con le macchine fotografiche, Jackson si trova circondato da paparazzi e reporter che hanno le fattezze di alcune star di Hollywood quali Marlon Brando e Jack Nicholson, ed è costretto a nascondersi in un magazzino/guardaroba pieno di costumi di scena. Jackson decide così di travestirsi come un coniglio simile a Bugs Bunny e vestito da motociclista (in seguito identificato come Spike) per sfuggire ai suoi inseguitori; sale su una bicicletta, fa capire ai reporter e paparazzi che era lui anche sotto le vesti del coniglio accennando qualche passo di danza e lascia gli studios, ma anche così viene riconosciuto dai suoi ammiratori che lo inseguono assieme ai reporter. La bici si trasforma in motocicletta e l'artista parte per una folle corsa sulle note della canzone scappando a bordo della sua moto dai fan e curiosi ai quali cerca di sfuggire anche attraverso la trasformazione in diversi attori famosi, sempre realizzati con la plastilina, come Sylvester Stallone, Tina Turner e Pee-wee Herman, personaggio reso celebre in quegli anni dall'attore Paul Reubens. Alla fine del video, Jackson, seminati i suoi inseguitori, accosta la moto e scende giù. Dopo essersi tolto il costume da coniglio, esso prende vita e sfida Jackson in una gara di ballo. Dal nulla arriva però un poliziotto che avverte Jackson che si trova in una "zona dove è vietato ballare" mostrandogli un cartello col segno di divieto e il logo di Jackson sulle punte e sarcasticamente gli chiede un "autografo" (anziché la firma) sul blocchetto delle multe. Non appena Jackson sta per ripartire sulla sua moto, la montagna di fronte prende vita e si trasforma nella faccia di Spike ed entrambi sorridono.

## Tracce
Vinile 7" promozionale
Testi e musiche di Michael Jackson.
1. Speed Demon – 4:01
2. Speed Demon (Instrumental) – 4:01

Durata totale: 8:02

### Versioni ufficiali
1. Speed Demon (Album/Single Version) – 4:01
2. Speed Demon (Instrumental) – 4:01
3. Speed Demon (Videoclip) (incluso nel film Moonwalker del 1988 e nella triplice raccolta in DVD Michael Jackson's Vision del 2010) – 10:08

## Crediti
Scritta e composta da Michael Jackson.
- Michael Jackson: voce solista e cori
- Larry Williams: midi del sassofono solista
- Kim Hutchcroft: sassofono
- Miko Brando, Ollie E. Brown e John Robinson: batterie
- Douglas Getschal: programmazione della batteria
- Bill Bottrell e David Williams: chitarre
- Paulinho da Costa: percussioni
- Gary Grant e Jerry Hey: trombe
- John Barnes, Michael Boddicker e Greg Phillinganes: sintetizzatori
- Eric Persing: programmazione sintetizzatori
- Christopher Currell: effetti sonori e Synclavier
- Arrangiamento del ritmo: Michael Jackson e Quincy Jones
- Arrangiamento vocale: Michael Jackson
- Missaggio: Bruce Swedien